# Cinema Impero
Il Cinema Impero è una costruzione Art déco realizzata ad Asmara (Eritrea) durante il colonialismo italiano nel 1937.

## Storia
Il Cinema "Impero" fu la maggiore sala costruita in Asmara durante la colonizzazione italiana, insieme  ad altri edifici dell'Eritrea coloniale, come il Fiat Tagliero, il palazzo del Governatore di Asmara e il municipio.Nel giugno del 2025 viene fatto chiudere definitivamente per poi essere demolito

## Descrizione
L'edificio fu progettato dall'architetto Mario Messina, rimasto immodificato da allora. Dello stesso autore e di fattura simile, l'omonimo cinema a Roma, al quartiere di Tor Pignattara, chiuso dagli anni Settanta.

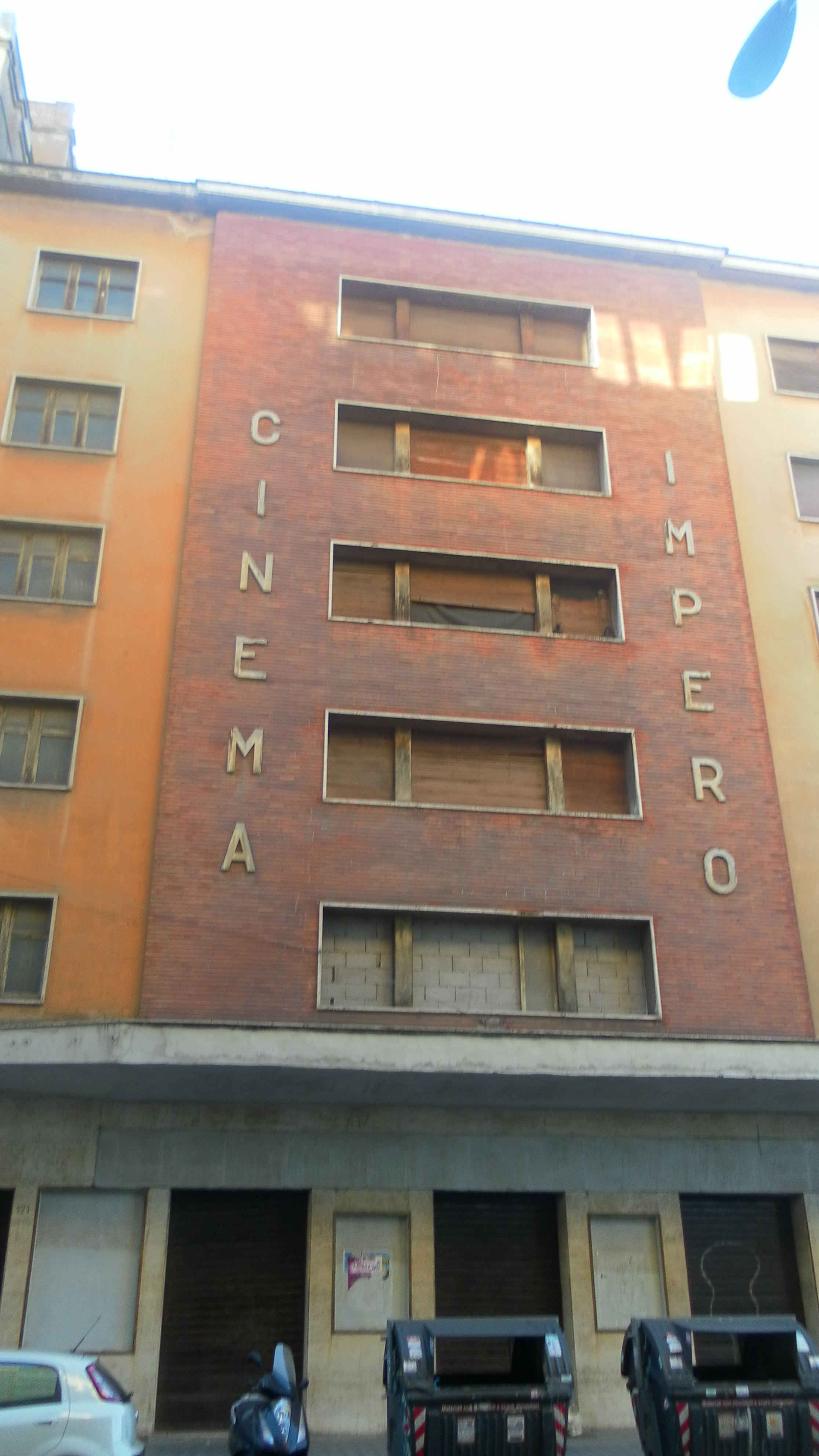
Il Cinema Impero di Roma